# ARoS Aarhus Kunstmuseum
ARoS Aarhus Kunstmuseum è il principale museo d'arte di Aarhus, Danimarca. Fu inaugurato nell'aprile 2004 e nel 2011 sulla copertura venne installata la passerella Your rainbow panorama, opera di Olafur Eliasson.

Il museo è stato fondato nel 1859. L'8 aprile 2004 ARoS Aarhus Kunstmuseum ha aperto le sue mostre in un nuovissimo edificio moderno a 10 piani con una superficie totale di 20.700 m² e progettato dallo studio di architettura danese Schmidt Hammer Lassen. 
ARoS è uno dei più grandi musei d'arte del nord Europa con un totale di 816 468 visitatori nel 2015.
Oltre alle grandi gallerie con mostre permanenti e temporanee, l'edificio ARoS ospita un negozio di arte, una caffetteria ed un ristorante. Il complesso architettonico del museo è stato completato nel 2011, con l'aggiunta dello skywalk circolare di Ólafur Elíasson, rendendolo il secondo museo più visitato in Danimarca dopo il Louisiana Museum.

## Storia
Il museo è stato inaugurato nel 1859 ed è uno dei più antichi musei della Danimarca. La raccolta di opere d'arte iniziò molti anni prima, nel 1847, ad opera dell'associazione locale "Arhus Kunstforening af 1847", e la prima mostra pubblica si tenne il 6 gennaio 1859 nel vecchio municipio di Aarhus. L'edificio attuale, vicino alle sale da concerto, è la quarta sede del museo ed è stato inaugurato nel 2004.
Il 6 gennaio 2009, l'ARoS Aarhus Kunstmuseum ha celebrato il suo 150º anniversario con una mostra giubilare, in cui sono state esposte, tra le altre, le stesse opere della prima mostra del 1859.
Nell'autunno 2014, l'ARos Aarhus Kunstmuseum ha annunciato i piani per una nuova galleria sotterranea e un'installazione concettualizzata dall'artista americano Turrell James. Il progetto era intitolato "The Next Level" e la sua apertura era prevista per il 2020..
Il nome "ARoS" si riferisce al precedente nome (in danese antico) della città di Aarhus, Àros, mentre le lettere maiuscole formano la parola ars, che in latino significa arte.

## Collezioni
Le collezioni dell'ARoS Aarhus Kunstmuseum spaziano dal Secolo d'oro danese ai giorni nostri, con una selezione esposta nelle gallerie del museo. Inoltre, sono state presentate mostre temporanee di artisti internazionali e/o danesi, tra cui Ólafur Elíasson, Bjørn Nørgaard, Ingvar Cronhammar, Frank Gehry, Paul McCarthy, Robert Rauschenberg, Michael Kvium, H.C. Andersen, Bill Viola e Wim Wenders. Nell'attuale sede del museo, la primissima mostra presentava le opere principali di artisti della cultura pop come Andy Warhol e Roy Lichtenstein.

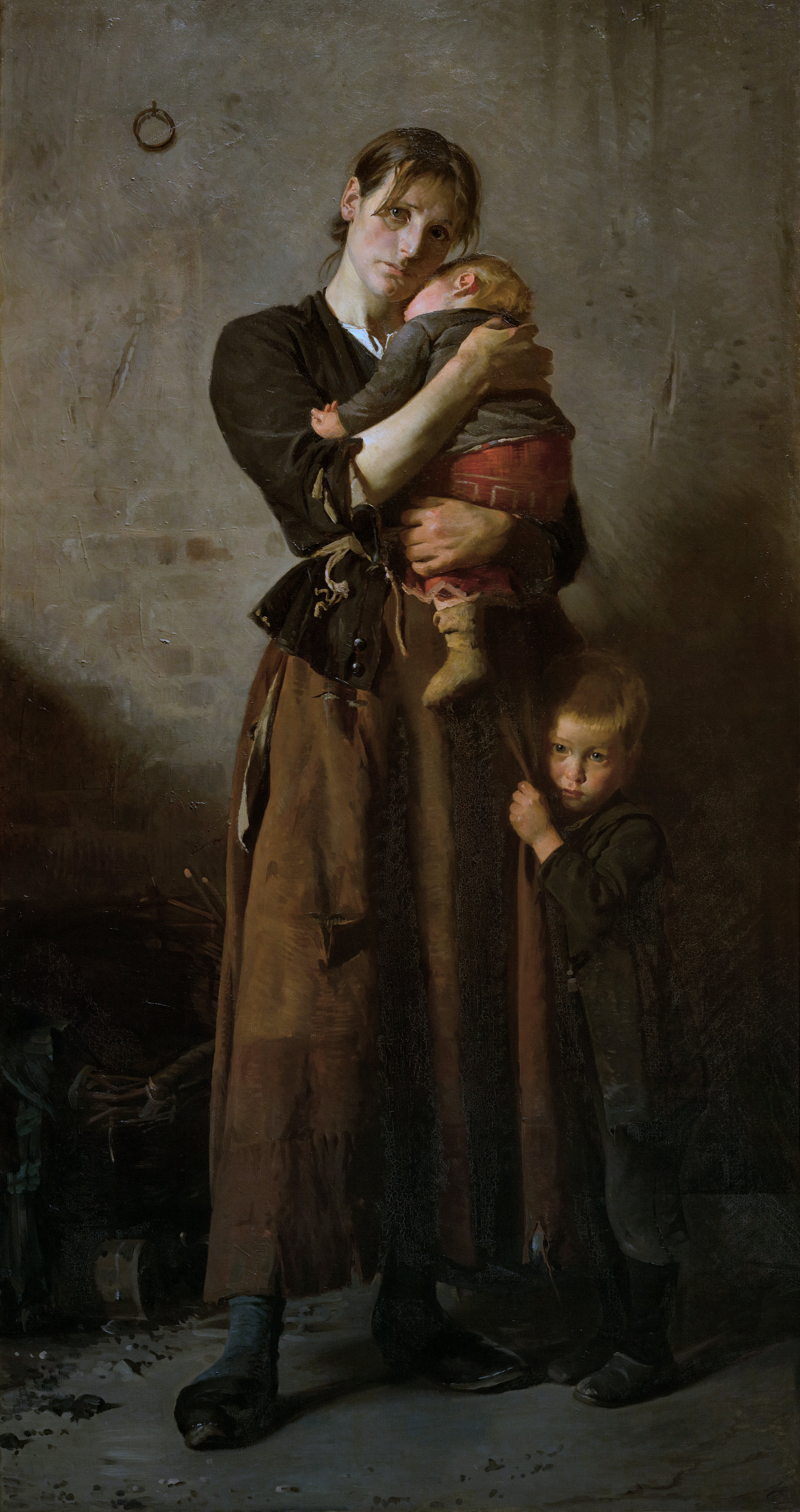
Frants Henningsen, Abbandonata. Ma non dagli amici nel bisogno', 1888.
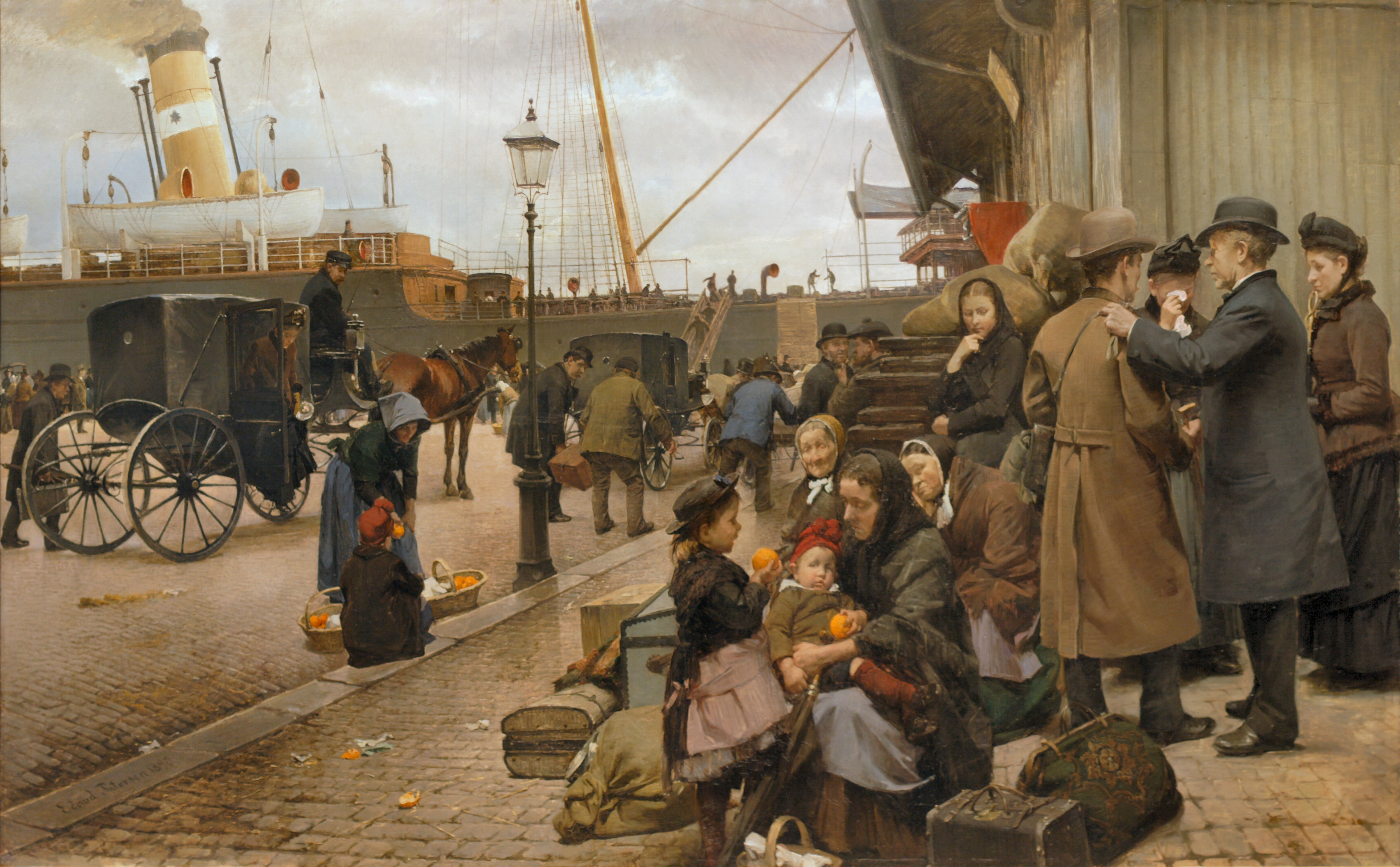
Edvard Petersen, Emigranti a Larsens Plads, 1890.
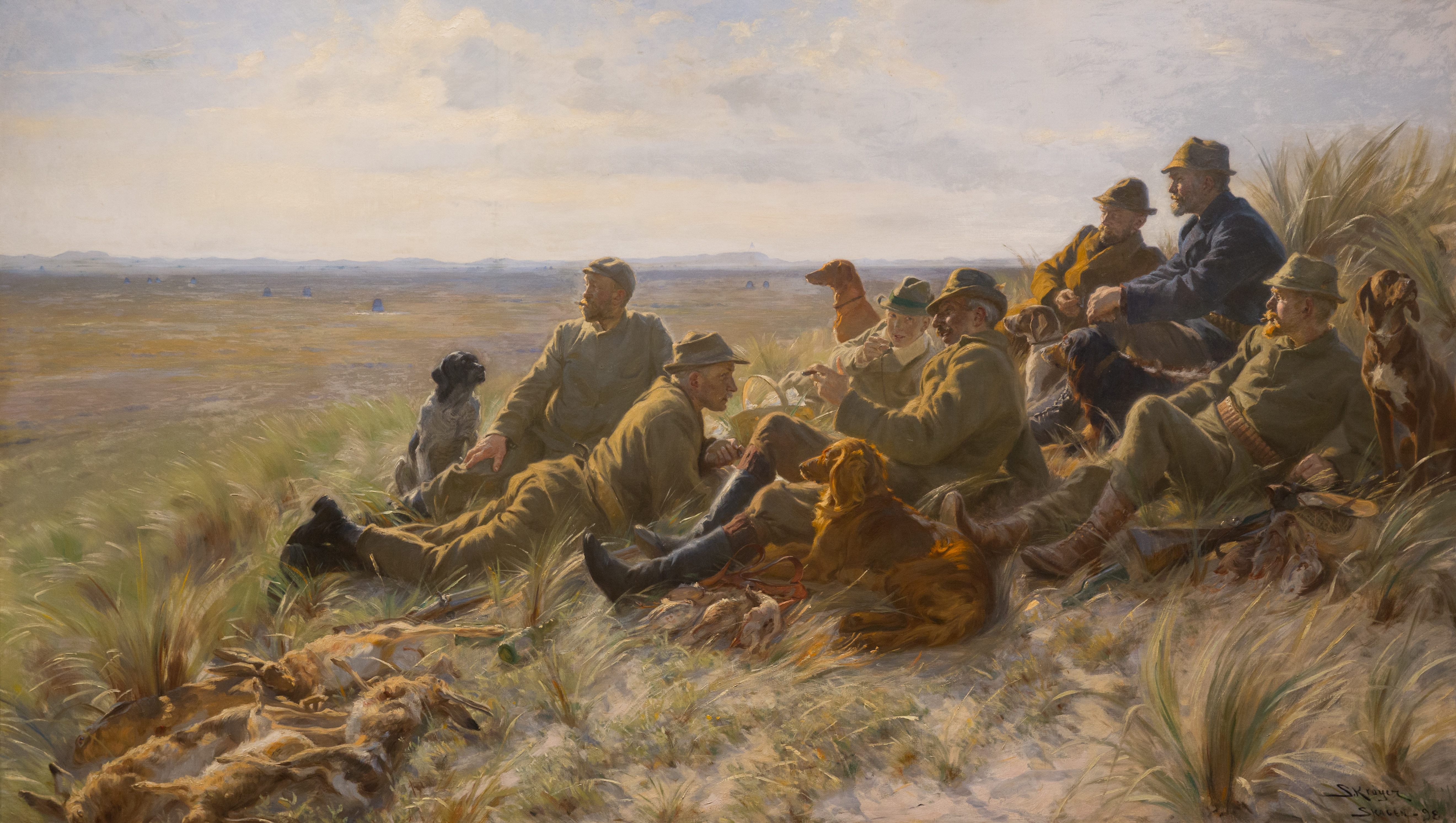
P.S. Krøyer, I cacciatori di Skagen, 1898.
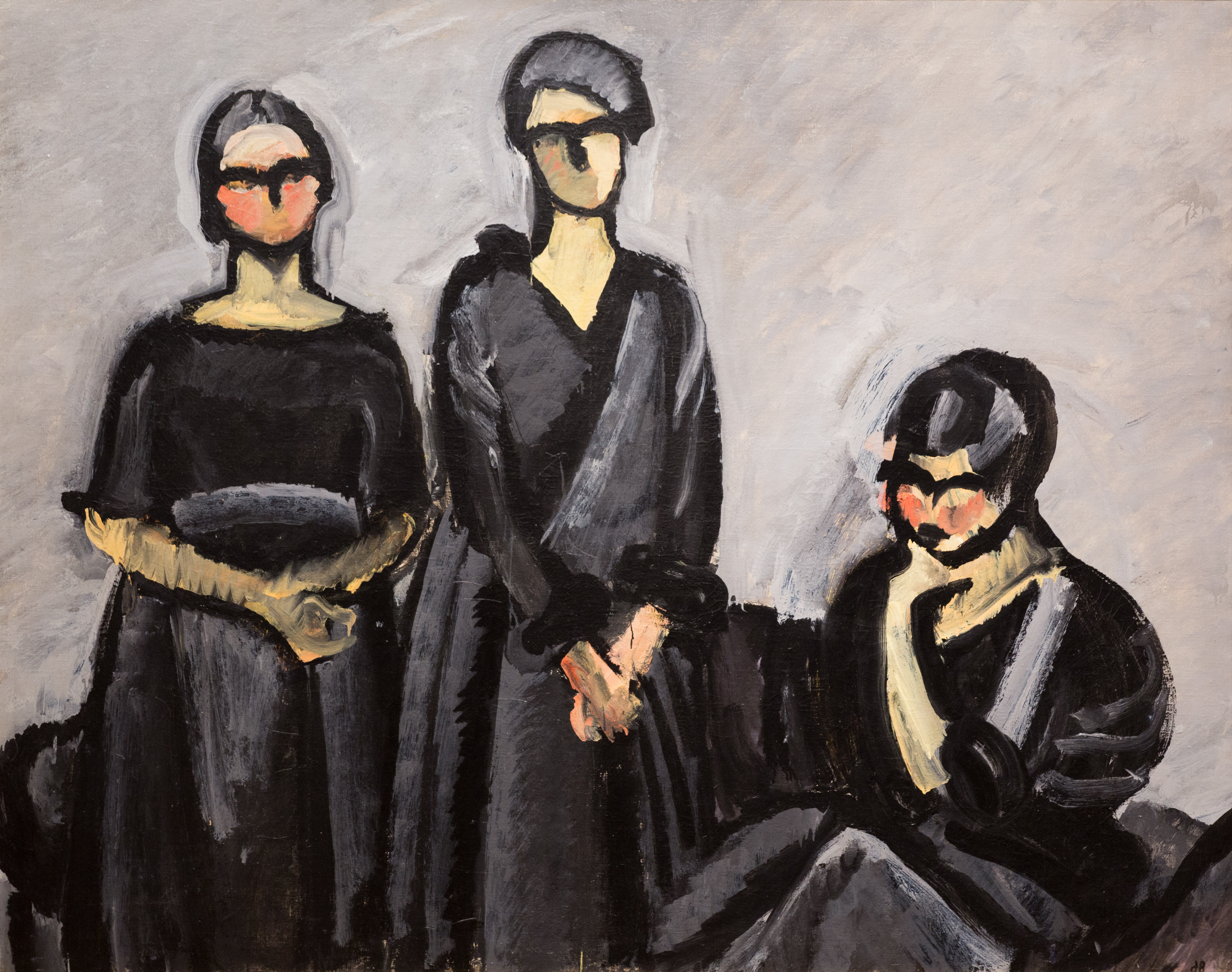
Harald Giersing, Tre signore in nero, 1922 ou 1923.
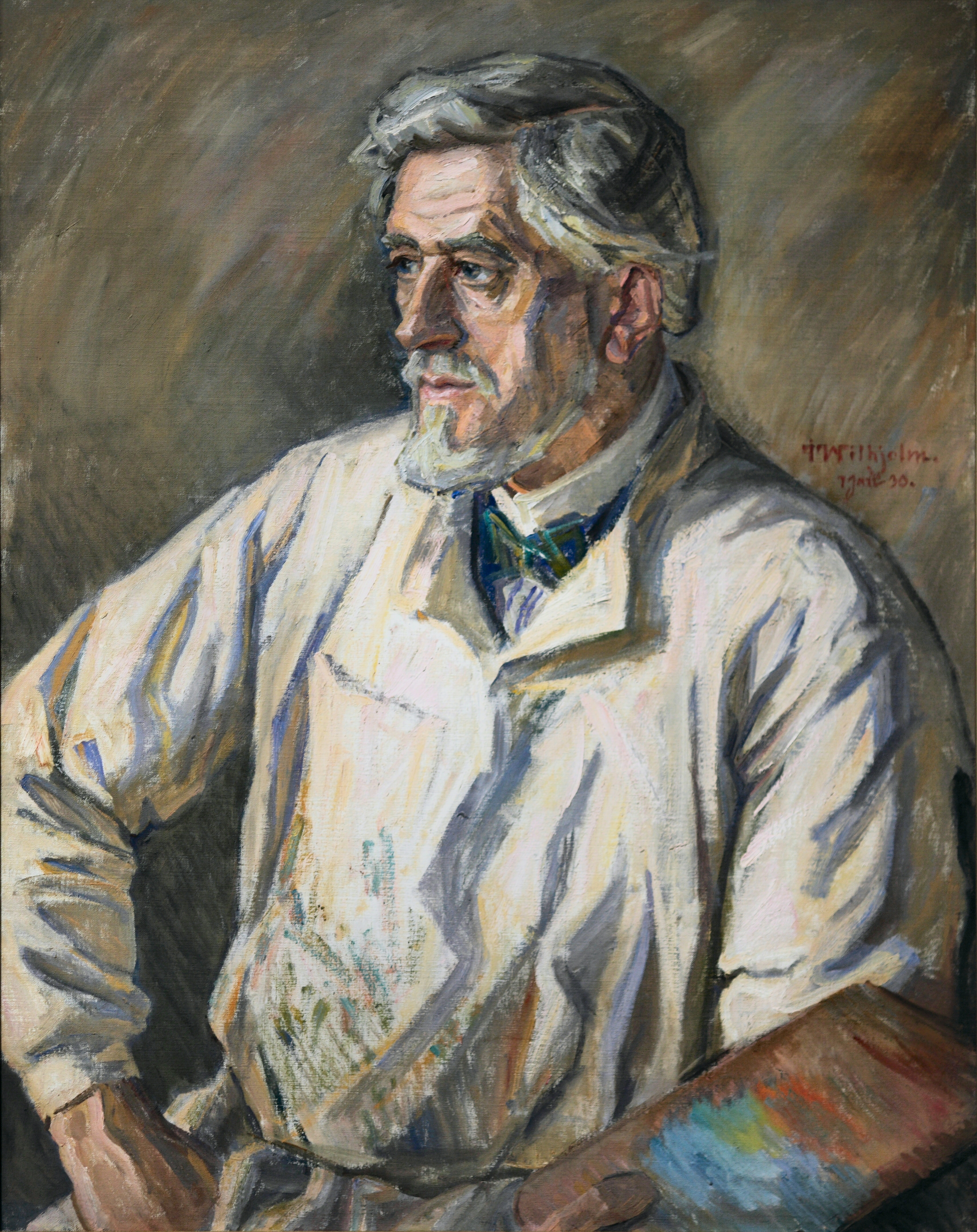
Johannes Wilhjelm, Ritratto di J.F. Willumsen, 1930.
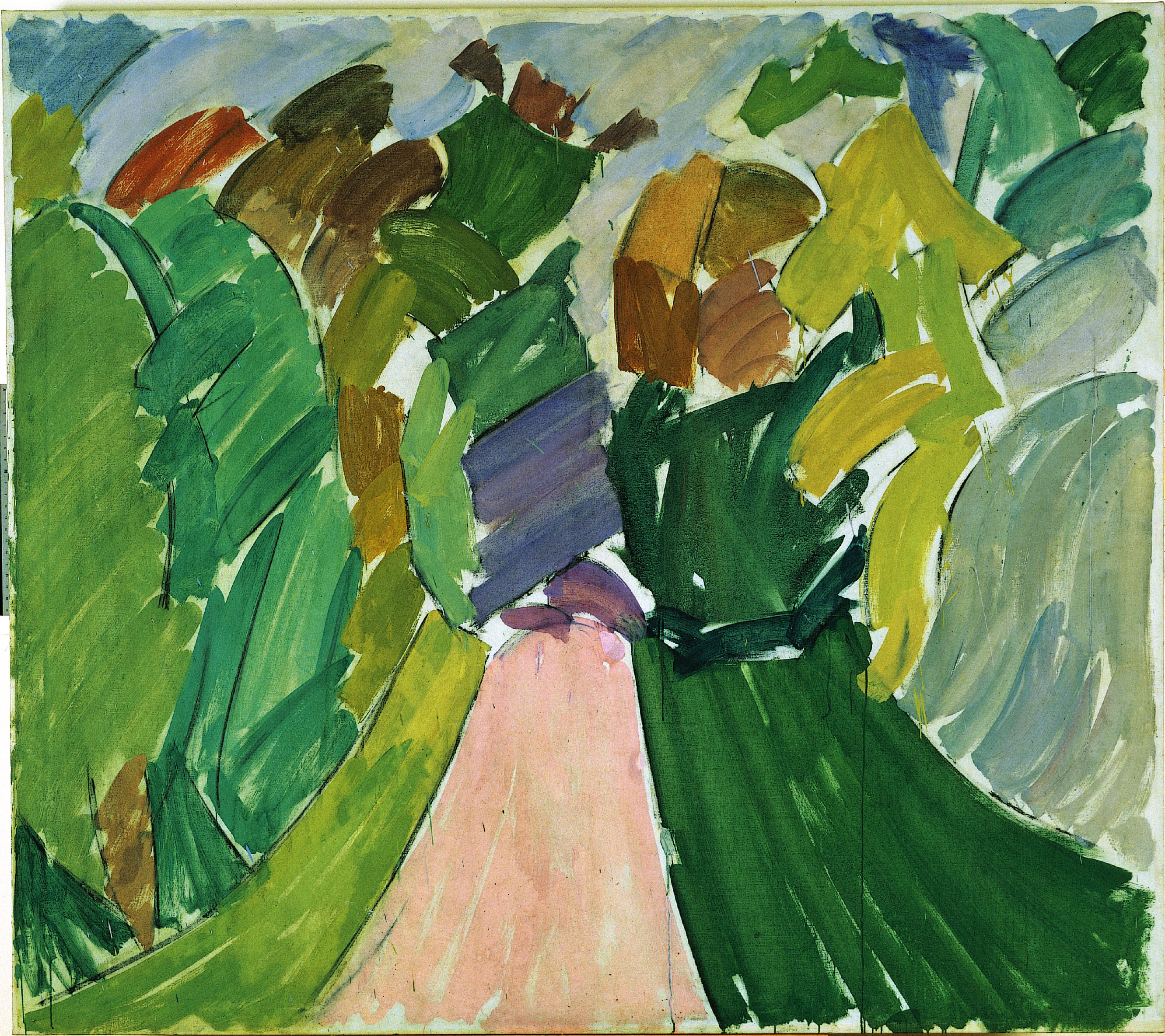
Edvard Weie, Strada attraverso la foresta, 1932.